# Léon Motchane
Léon Motchane (San Pietroburgo, 19 giugno 1900 – Parigi, 17 gennaio 1990) è stato un matematico e mecenate svizzero naturalizzato francese.
Appassionato di matematica e scienze fisiche, è conosciuto soprattutto per la liberalità dimostrata nel 1958, con la fondazione,  dell'Institut des Hautes Études Scientifiques (IHÉS), con sede a Bures-sur-Yvette.

## Biografia
Figlio di genitori di origine svizzera, Motchane visse i suoi primi anni in Russia dove intraprese studi che assecondavano le proprie propensioni matematiche. Con lo scoppio della rivoluzione d'ottobre abbandonò la Russia e riparò con la sua famiglia nell'originaria Svizzera, dove in seguito lavorò come assistente all'Università di Losanna.
A causa di alcune ristrettezze economiche in cui versava la sua famiglia, si risolse ad abbandonare gli studi per volgersi verso occupazioni bancarie e assicurative che, grazie alla maggiore remuneratività, gli permettessero di contribuire più efficacemente al bilancio familiare.
Nel 1924 si stabilì in maniera definitiva in Francia. Il 17 settembre 1931 divenne padre di Didier Motchane, futuro magistrato e uomo politico francese.
Durante l'occupazione nazista della Francia, Motchane collaborò con Yvonne Paraf, che sarà sua moglie dopo la Liberazione dal nazismo, alla fondazione clandestina della casa editrice Les Éditions de Minuit per la quale il 3 settembre 1943, col nom de plume di Thimerais, pubblicherà La pensée patiente ("il pensiero paziente").
Pur nella sua posizione di matematico non ufficiale, fu anche autore di alcune pubblicazioni scientifiche. Nel 1954, stimolato in questo da amici matematici, completò il corso di studi conseguendo la laurea in matematica.

## L'Institut des Hautes Études Scientifiques

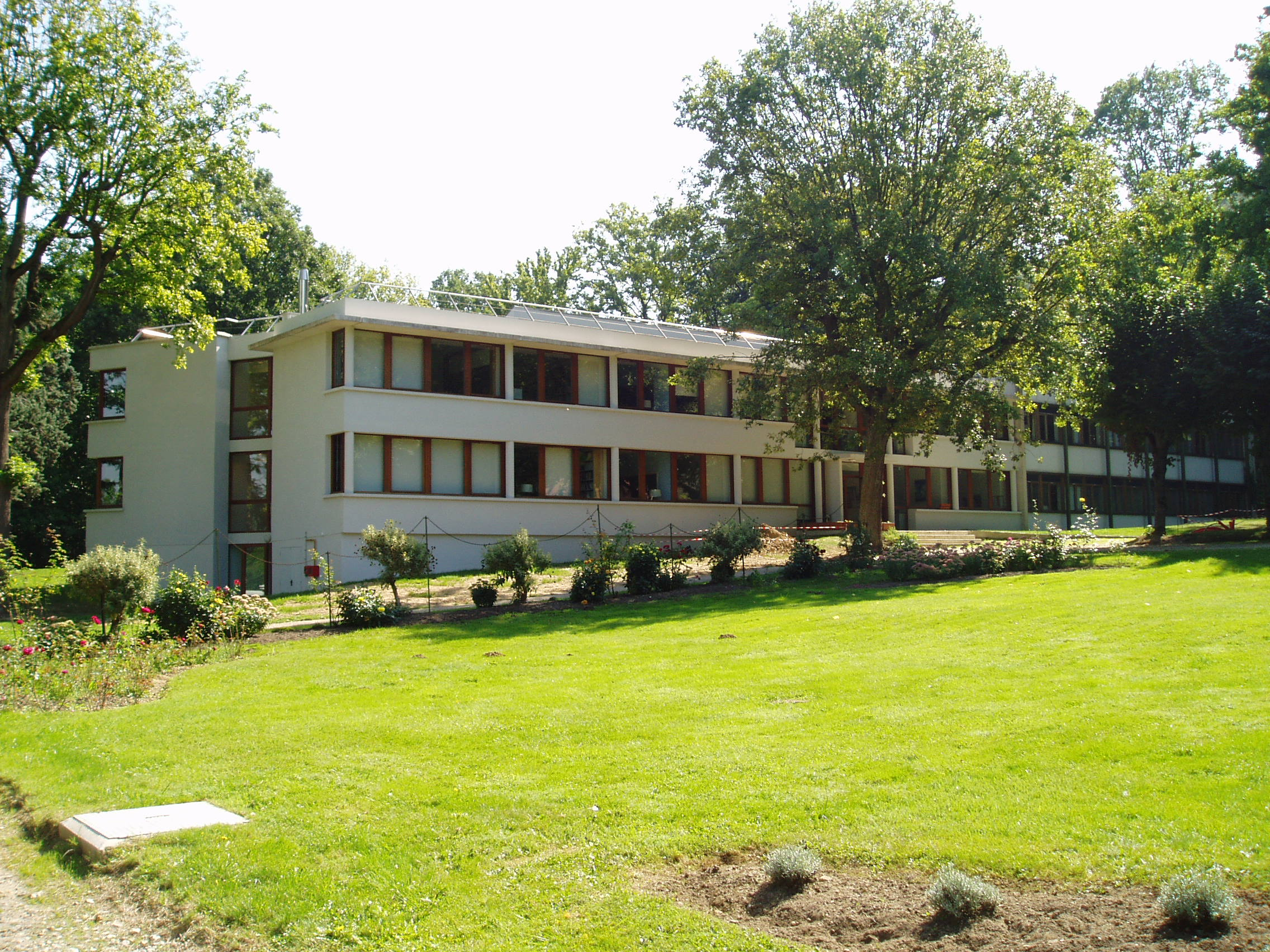
Bures-sur-Yvette: l'edificio principale dell'IHÉS, fondato da Léon Motchane nel 1958.

Negli stessi anni iniziava a concepire l'idea di un'istituzione europea che emulasse le peculiari qualità dell'Institute for Advanced Studies, il centro di ricerca teorica statunitense con sede a Princeton. Si diede così a raccogliere appoggi e sostegno finanziario al proprio progetto che, nel 1958, sfociò nella fondazione dell'Institut des Hautes Études Scientifiques, con la consulenza del fisico Robert Oppenheimer, allora direttore dell'IAS e del matematico bourbakista Jean Dieudonné.
Inizialmente l'Istituto era concepito per dover comprendere tre ambiti disciplinari, la matematica, la fisica teorica e le metodologie delle scienze umane, ma quest'ultima sezione non vide mai la luce.

## Fonti
- (EN)  «The IHÉS at Forty» (I quarant'anni dell'IHÉS), di Allyn Jackson - AMS - American Mathematical Society
- (FR)  Storia dell'IHÉS dal sito ufficiale dell'istituto